# Taken (film)
Ne doit pas être confondu avec Tekken (film, 2010).
Série Taken
Taken 2
(2012)
Pour plus de détails, voir Fiche technique et Distribution.
Taken ou L'Enlèvement au Québec est un film d'action français réalisé par Pierre Morel, sorti en 2008. Il retrace le parcours d'un ancien agent secret américain qui part à Paris à la poursuite des ravisseurs de sa fille, enlevée pour du trafic sexuel.
Il s'agit du premier volet de la trilogie du même nom mettant en scène Liam Neeson.
Malgré des critiques mitigées, Taken est un succès commercial international. C'est même l'une des productions françaises qui a le mieux marché sur le sol américain. Il totalise plus de 226 millions de dollars au box-office, dont 145 millions aux États-Unis. Ce succès engendre la création d'une saga avec deux suites ainsi qu'une série télévisée préquelle.

## Synopsis
Ancien membre des forces spéciales et agent de la CIA à la retraite, Bryan Mills tente d'établir une relation plus étroite avec sa fille de 17 ans, Kim. Celle-ci vit avec sa mère, Lenore, et son riche beau-père, Stuart. Alors qu'il assure la sécurité d'un concert de la pop star Sheerah, Bryan la sauve d'un agresseur armé d'un couteau. Reconnaissante, Sheerah propose à son coach vocal d'évaluer Kim, une chanteuse en herbe. Pendant ce temps, Kim a besoin de l'autorisation écrite de Bryan pour se rendre à Paris, avec son amie Amanda. Bien que préoccupé par la sécurité de Kim, Bryan, sous la pression de Lenore, accepte à contrecœur. À l'aéroport, Bryan apprend que Kim et Amanda prévoient en fait de suivre U2 pendant leur tournée européenne. Kim l'assure que les cousins d'Amanda les chaperonnent.
À leur arrivée à l'Aéroport de Paris-Charles-de-Gaulle, Kim et Amanda rencontrent Peter, un jeune homme qui leur propose de partager un taxi et les inviter à une fête. Kim et Amanda arrivent à l'appartement des cousins d'Amanda, où Kim apprend qu'ils sont en vacances en Espagne. Alors qu'elle parle à Bryan sur son téléphone portable, Kim voit des hommes entrer dans l'appartement et enlever Amanda. Alors qu'elle est tirée de sa cachette, Kim hurle la description de son ravisseur pendant que Bryan enregistre l'appel. Alors que le ravisseur écoute au téléphone, Bryan dit qu'il le tuera si Kim n'est pas remise. L'auditeur répond « bonne chance » et met fin à l'appel. Sam, l'ancien collègue de Bryan, en déduit que les ravisseurs appartiennent à un réseau albanais de trafic sexuel et identifie la voix de l'auditeur comme étant Marko Hoxha, chef du réseau. D'après les précédents enlèvements, Kim doit être retrouvée dans les 96 heures ou elle sera perdue à jamais.
Bryan s'envole pour Paris. À l'appartement, il trouve le téléphone de Kim et vérifie les photos où il découvre le reflet de Peter sur l'une d'entre elles. Il le retrouve à l'aéroport en train de manipuler une autre jeune femme. Bryan l’intercepte mais le jeune homme est tué par un camion en essayant de fuir. Sa seule piste étant morte, Bryan contacte un ancien collègue, Jean-Claude Pitrel, un ex-agent de la DGSE devenu agent de la police nationale. Jean-Claude l'informe de l'existence d'un quartier chaud, mais lui conseille d'éviter de s'y impliquer. Bryan s'y rend et engage un proxénète albanais. Il place un dispositif d'écoute sur lui et le conduit à un bordel improvisé dans un chantier de construction. Sur place, il trouve une jeune femme droguée portant la veste de Kim.
Après un violent échange de coups de feu, la mort de plusieurs terroristes trafiquants et la destruction quasi-totale de l'établissement, Bryan emmène la femme dans un hôtel et improvise sa désintoxication. La femme parle à Bryan d'une maison où elle et Kim étaient retenues. Se faisant passer pour Jean-Claude, Bryan pénètre dans la planque des trafiquants sous prétexte de négocier les pots-de-vins. Lorsque Bryan identifie Marko par sa voix, la réunion dégénère en bagarre, qui se solde par la mort de plusieurs terroristes. En fouillant la maison, Bryan trouve plusieurs filles lourdement droguées, dont Amanda, qui est morte d'une overdose. Bryan attache Marko sur une chaise, plante des fils électriques dans ses jambes et le torture par électrocution. L’homme révèle avoir vendu Kim à un Patrice Saint-Clair, un trafiquant. Ayant obtenu ce qu’il voulait, Bryan tue Marko et s’en va.
Le soir, il s'invite chez Jean Claude et dévoile sa corruption. Il le contraint physiquement à révéler l'emplacement de Saint-Clair, faute de quoi il tuera sa femme. Bryan s'infiltre dans une vente aux enchères secrète de jeunes femmes au manoir de Saint-Clair. Kim est la dernière vente de la soirée. Bryan force un enchérisseur à l'acheter, mais il est rattrapé et assommé. Apprenant l'identité de Bryan, Saint-Clair ordonne qu'il soit tué, mais Bryan s'échappe et élimine tout le monde. Saint-Clair, mortellement blessé, révèle que Kim a été emmenée sur un yacht. Bryan monte à bord et élimine tous les gardes du corps. Il s'introduit dans une chambre à coucher et découvre un cheikh qui tient Kim sous la menace d'un couteau. Ce dernier tente de négocier, mais Bryan lui tire dessus et sauve Kim. De retour aux États-Unis, Bryan surprend Kim en l'emmenant rendre visite à Sheerah.

## Fiche technique
Sauf indication contraire, les informations mentionnées dans cette section peuvent être confirmées par les bases de données cinématographiques IMDb et Allociné,  présentes dans la section « Liens externes ».
- Titre original et français : Taken
- Titre québécois : L'Enlèvement[1]
- Réalisation : Pierre Morel
- Scénario : Luc Besson et Robert Mark Kamen[2]
- Musique : Nathaniel Mechaly
  - Orchestration : Gisèle Gérard-Tolini, Nathaniel Méchaly et Lionel Privat
- Direction artistique : Gilles Boillot
- Décors : Hugues Tissandier
- Costumes : Corinne Bruand, Olivier Bériot et Pamela Lee Incardona
- Maquillage : Cindy Bright, Myriam Hottois
- Coiffure : Rudolfo Icezalaya Hernandez
- Photographie : Michel Abramowicz
- Son : Vincent Cosson, Alexis David, Sébastien Devaux, Loïc Gourbe, François-Joseph Hors, Samuel Potin, Fabrice Sauré
- Montage : Frédéric Thoraval
- Cascades en voiture: Michel Julienne
- Production : Luc Besson, Pierre-Ange Le Pogam et India Osborne
  - Production exécutive : Franck Lebreton (France) et Michael Mandaville (États-Unis)
  - Production déléguée : Didier Hoarau
- Sociétés de production :
  - France : M6 Films, Grive Productions, Seaside Film Taken, avec la participation de Canal+, M6 et TPS Star, présenté par EuropaCorp
  - États-Unis : All Pictures Media et Twentieth Century Fox
- Sociétés de distribution : EuropaCorp Distribution (France), 20th Century Fox (États-Unis, Canada) ; Belga Films (Belgique)
- Budget : 25 millions de $[3]
- Pays de production :  France
- Langues originales : anglais, français, albanais et arabe
- Format : couleur (DeLuxe) - 35 mm - 2,35:1 (CinemaScope / Panavision) - son DTS / Dolby Digital / SDDS
- Genre : action, thriller, policier
- Durée : 90 minutes ; 93 minutes (version non censurée)
- Dates de sortie[4] :
  - France : 27 février 2008[2]
  - États-Unis : 16 janvier 2009
  - Belgique : 16 avril 2008[5]
  - Québec : 30 janvier 2009[1]
- Classification :
  - France : interdit aux moins de 12 ans[6],[N 1]
  - États-Unis : accord parental recommandé, film déconseillé aux moins de 13 ans (PG-13 - Parents Strongly Cautioned)[N 2]
  - Belgique : tous publics (Alle Leeftijden)[5]
  - Québec : 13 ans et plus (violence) (13+ / 13 years and over)[1]

## Distribution
- Liam Neeson (VF : Frédéric van den Driessche)  : Bryan Mills
- Maggie Grace (VF : Ingrid Donnadieu) : Kim Mills
- Famke Janssen (VF : Juliette Degenne) : Lenore Mills, l'ex-femme de Bryan
- Xander Berkeley (VF : Patrick Raynal) : Stuart St. John, le mari de Lenore
- Leland Orser (VF : William Coryn) : Sam Gilroy, un ancien collègue de Bryan
- Jon Gries : Mark Casey, un ancien collègue de Bryan
- David Warshofsky : Bernie Harris, un ancien collègue de Bryan
- Olivier Rabourdin (VF : lui-même) : Jean-Claude Pitrel, le directeur adjoint de la DST
- Holly Valance (VF : Sandrine Cohen) : Sheerah, la pop star
- Katie Cassidy (VF : Edwige Lemoine) : Amanda, l'amie de Kim
- Arben Bajraktaraj (VF : lui-même) : Marko Hoxha, le boss albanais
- Gérard Watkins : Patrice Saint-Clair, l'organisateur de la vente des jeunes filles
- Héléna Soubeyrand (VF : elle-même) : la prostituée au blouson
- Camille Japy (VF : elle-même) : Isabelle Pitrel, la femme de Jean-Claude
- Nicolas Giraud (VF : lui-même) : Peter, le jeune français qui aborde les deux filles à l'aéroport
- Jalil Naciri (VF : lui-même) : Ali
- Radivoje Bukvic (VF : lui-même) : Anton
- Goran Kostić : Gregor Milocivic, le traducteur albanais
- Nabil Massad (VF : lui-même) : le Cheik Raman
- Michel Flash : Gio, le prof de chant de Sheerah
- Christophe Kourotchkine (VF : lui-même) : Gilles
- Edwin Krüger : l'assistant de Jean-Claude
- Nathan Rippy : Victor
- Anatole Taubman : Dardan, un Albanais travaillant pour Marko
- Anca Radici (VF : elle-même) :  Ingrid, la touriste suédoise (caméo)
- Opender Singh : Singh
- George Hertzberg : Cyril, l'agent de sécurité à l'anniversaire de Kim
- Fani Kolarova : une prostituée
- Affif Ben Badra : un garde albanais (non crédité)
- Alban Lenoir : l'agent de sécurité devant l'ascenseur de Saint-Clair (non crédité)
- Babak Sabet Raftar : petit garçon

## Production

### Attribution des rôles
Jeff Bridges est initialement choisi pour incarner Bryan Mills. L'acteur abandonne finalement le rôle qui revient à Liam Neeson, désireux à l'époque de faire des films plus physiques. Liam Neeson a avoué qu'il pensait que le film sortirait sûrement en vidéo à la demande où qu'il serait un échec et qu'il s'est engagé pour passer quatre mois à Paris et apprendre le karaté, tout en jouant le genre de rôle qui lui avait rarement été proposé dans le passé,.

### Tournage
Le tournage a lieu à Paris (Jardin des Tuileries, place de Clichy, 10e arrondissement, avenue des Champs-Élysées,...) et en Île-de-France (studios d'Épinay) ainsi qu'à Los Angeles (North Hollywood, Sherman Oaks, Fremont Mansion, Hollywood Boulevard).
Liam Neeson — âgé de 56 ans au moment du film — a été doublé pour certaines cascades mais en a effectué lui-même l'essentiel. Pierre Morel déclare à ce sujet : « Toutes les scènes de combat, c'est bien lui qui les a tournées après avoir passé des heures à répéter ses chorégraphies. » Liam Neeson ajoute : « Même si je n'ai jamais fantasmé sur l'idée de jouer James Bond, il y a un vrai plaisir à tirer sur de purs méchants de cinéma et à conduire comme un pilote de Formule 1 !  [...] Les scènes d'action se révèlent toujours particulièrement délicates [...] cela demande beaucoup d'énergie sans perdre de vue la question de la sécurité. C'est, à chaque fois, un vrai défi technique à relever. » L'acteur s'est entrainé avec Mick Gould, un ancien membre du Special Air Service. Maggie Grace a quant à elle été coachée par Alberto Salazar, spécialiste de la course de fond.

### Bande originale
Sauf indication contraire, les informations mentionnées dans cette section peuvent être confirmées par le générique de fin de l'œuvre audiovisuelle présentée ici, ainsi que par la base de données cinématographiques IMDb,  présente dans la section « Liens externes ».
- The Dragster-Wave par Ghinzu de 2004.
- Happy birthday to you de Patty Hill et Mildred J. Hill.
- Change par Joy Denalane de 2006.
- California Girls par The Beach Boys de 1965.
- Tick Tick Boom par The Hives de 2007.
- XTC par Pauline de Saxe de 2007.
- Inside My Head par Pauline de Saxe de 2007.
- Mout Ah Lik de Patrick Maarek et Philippe Guez.
- Yesterdays Are Gone par Zachary Schaffer de 2002.

Musiques non mentionnées dans le générique
Par Nathaniel Méchaly :
- Opening, durée : 52 s.
- Permission to go to Paris, durée : 1 min 11 s.
- Heading off, durée : 1 min 10 s.
- The concert, durée : 53 s.
- There's somebody here, durée : 3 min 22 s.
- Pursuit at Roissy, durée : 1 min 7 s.
- On the rooftop, durée : 1 min 40 s.
- Ninety six hours, durée : 6 min 1 s.
- The construction site, durée : 2 min 4 s.
- Pursuit at the construction site, durée : 1 min 25 s.
- Saving Alex, durée : 1 min 14 s.
- Escape from St Clair, durée : 1 min 38 s.
- Hotel Camelia, durée : 1 min 38 s.
- The auction, durée : 1 min 38 s.
- Pursuit by the, durée : 3 min 15 s.
- On the boat, durée : 1 min 5 s.
- The last fight, durée : 1 min 52 s.

Bandes originales Taken
Taken 2
(2012)
L'album n'a pas été commercialisé au moment du film mais a été publié une première fois avec le DVD du film. En septembre 2012, l'album sort enfin en parallèle à la sortie en salles de Taken 2.
Liste des titres
1. Inside My Head - Pauline de Saxe - 3:28
2. XTC - Pauline de Saxe - 3:17
3. The Last Fight - Nathaniel Mechaly - 1:55
4. Opening - Nathaniel Mechaly - 0:56
5. Halo Reach Live Action Deliver Hope Fan Made - Nathaniel Mechaly - 01:56
6. Change - Joy Denalane feat. Lupe Fiasco - 4:18
7. Tick Tick Boom - The Hives - 3:45
8. The Dragster Wave - Ghinzu - 6:12

## Accueil

### Accueil critique
Sur le site Rotten Tomatoes, la cote du film est de 58 %, basé sur 173 critiques, avec une note moyenne de 5,8⁄10. Le consensus critique du site se lit comme suit : « La prise est indéniablement amusante avec une action lisse, mais est en grande partie un exercice sans cervelle ». Sur Metacritic, il obtient une note moyenne de 51⁄100 pour 32 critiques.
En France, le site Allociné propose une note moyenne de 1,8⁄5 à partir de l'interprétation de critiques provenant de 11 titres de presse.

### Box-office
Taken est l'un des films français ayant rapporté le plus d'argent dans le monde et celui qui a rapporté le plus d’argent aux États-Unis où il a connu un succès retentissant. Son succès en France a été plus modéré.
Taken est le 21e plus important succès au box-office américain de l’année 2009.
| Pays ou région    | Box-office        | Date d'arrêt du box-office | Nombre de semaines |
| ----------------- | ----------------- | -------------------------- | ------------------ |
| États-Unis Canada | 145 000 989 $     | 5 juillet 2009             | 23                 |
| France            | 1 018 518 entrées | -                          | 11                 |
| Total mondial     | 226 837 760 $     | -                          | -                  |

## Distinctions

### Récompense2009
- BMI Film and TV Awards : Prix BMI de la meilleure musique de film pour Nathaniel Méchaly

### Nominations2009
- Golden Schmoes Awards :
  - La plus grande surprise de l'année
  - Meilleure réplique de l'année « Je ne sais pas qui tu es. Je ne sais pas ce que tu veux. Si vous cherchez une rançon, je peux vous dire que je n'ai pas d'argent. Mais je possède un ensemble de compétences très particulières, des compétences que j'ai acquises au cours d'une très longue carrière. Des compétences qui font de moi un cauchemar pour des gens comme vous. Si vous laissez ma fille partir maintenant, ce sera la fin. Je ne te chercherai pas, je ne te poursuivrai pas. Mais si tu ne le fais pas, je te chercherai, je te trouverai et je te tuerai. »

### Nomination2010
- Academy of Science Fiction, Fantasy and Horror Films - Saturn Awards : meilleur film international

## Éditions en vidéo
- En France, le film Taken est sorti en DVD[19] et Blu-ray[20] le 26 novembre 2008. Le film est également sorti en VOD le 27 novembre 2008[2]. Le film ressort en DVD le 1er mars 2010[21] et en Blu-ray le 1er septembre 2010[22]. Par la suite, le film sort dans une édition limitée boîtier SteelBook Blu-ray + DVD le 19 septembre 2012[23].
- Au Québec, le film est sorti en DVD le 12 mai 2009[1].

## Autour du film
La série Les Griffin s'est ouvertement inspirée du film pour l'épisode L'enlèvement (Leggo My Meg-O) de la saison 10 puisqu'il en reprend la trame scénaristique : Meg se fait enlever à Paris, Brian et Stewie vont se charger de la retrouver.
Après la sortie du film, qui laissait l'impression que l'Albanie était un havre du crime organisé, le pays a lancé une campagne touristique intitulée “Taken By Albania” dans laquelle l'acteur Arben Bajraktaraj invite Liam Neeson a venir voir des aspects positifs du pays qui ne sont pas du tout présentés dans le film.

## Suites
En novembre 2010, la 20th Century Fox a officiellement annoncé qu'elle assurerait de son côté (aux États-Unis) la distribution d'une suite. Cet accès au public américain permettant d'envisager une bonne rentabilité financière du film, Liam Neeson, Famke Janssen et Maggie Grace ont signé pour reprendre leur rôle. Le tournage a débuté à l'automne 2011 pour une sortie le 3 octobre 2012. Après Pierre Morel, c'est Olivier Megaton qui a réalisé cette suite. Ce dernier réalise également le troisième film, Taken 3, sorti en 2015.
La franchise se poursuit ensuite à la télévision avec la série Taken, diffusée entre 2017 et 2018.